# Стрельченко, Вадим Константинович
Вадим Константинович Стрельченко (6 ноября 1912 — ?) — украинский советский русскоязычный  поэт.

## Биография
Вадим Константинович Стрельченко родился 6 ноября (24 октября) 1912 года в Херсоне. Детство и юность провёл в Одессе,  где учился, затем работал слесарем на заводе, посещал рабкоровскую группу «Станок». Там же, в журналах «Шквал», «Прибой», газете «Вечерние известия», были опубликованы его первые стихи.  
С 1936 года жил в Москве. Учился в Литературном институте им. М. Горького. Стихотворения печатались в журнале «Молодая Гвардия», в «Литературной газете» и в других изданиях.
После начала Великой Отечественной войны вступил в народное ополчение. По данным ОБД «Мемориал» пропал без вести в январе 1942 года.
При жизни поэта вышли сборники «Стихи товарища» и «Моя фотография».

## Источник
М. Бенина, Е. Семёнова. Советские поэты, павшие на Великой Отечественной войне. — Академический Проект, 2005. — 576 с. — ISBN 5-7331-0320-5.